# Xiaohu FEV
Xiaohu FEV – elektryczny samochód osobowy klasy miejskiej produkowany przez chińskie przedsiębiorstwo Henrey od 2020 roku

## Historia i opis modelu
Po 10 latach prac rozwojowych i badawczych, chińskie przedsiębiorstwo Henrey Automobile przedstawiło swój pierwszy pojazd pod własną marką Xiaohu w postaci miejskiego hatchbacka FEV. Samochód przyjął postać 3- lub 5-drzwiową, różniąc się przez to długością nadwozia oraz proporcjami. Mniejszy model ma ścięty tył i 2 miejsca w kabinie, a dłuższy - bardziej foremny i kanciasty.
Kabina pasażerska utrzymana została w prostym i surowym wzornictwie przełamanym przez wielobarwne materiały wykończeniowe. W konsoli centralenj znalazły się przcysiki do zmiany kierunków jazdy, z kolei cyfrowe zegary zespolono z centralnym, niewielkim dotykowym ekranem LCD do sterowania systemem multimedialnym.

### Sprzedaż
Początkowo, w 2020 roku, samochód trafił do sprzedaży wyłącznie w rodzimych Chinach. W 2022 roku pod nazwą Volt City EV samochód trafił z kolei do sprzedaży w Tajlandii, z kolei jako Rinco Aria importo rozpoczęło inne lokalne przedsiębiorstwo w Pakistanie. W październiku tego samego roku dzięki firmie Mullen Technologies wyrażono chęć sprzedaży modelu jako Mullen I-Go z myślą o rynkach zachodnioeuropejskich.

### Dane techniczne
Xiaohu FEV jest samochodem w pełni elektrycznym, do którego napędu wykorzystano silnik o mocy 46 KM umożliwiający rozpędzenie się maksymalnie do 100 km/h. Bateria o pojemności 16,5 kWh pozwala przejechanie na jednym ładowaniu maksymalnie 200 kilometrów.